# فايو
فايو ( بالإنجليزية VAIO ) ( باليابانية バイオ ) هي علامة تجارية لأجهزة الكمبيوتر الشخصية والإلكترونيات الاستهلاكية
التي يتم تطويرها حاليًا من قبل شركة فايو كوربوريشن والتي يقع مقرها في مدينة آزوينو بمحافظة ناغانو.
كانت فايو في السابق علامة تجارية لشركة سوني، حيث تم إطلاقها في عام 1996، لكن في عام 2014 تم فصل العلامة التجارية وتحويلها إلى شركة مستقلة. حاليًا تملك شركة جابان إندستريال بارتنرز فايو كوربوريشن، بينما تحتفظ سوني بحصة أقلية.

كما أن سوني لا تزال تحتفظ بحقوق الملكية الفكرية لعلامة فايو وشعارها. في نوفمبر 2024، تم الإعلان عن أن شركة نوجيما اليابانية ستتولى السيطرة على فايو، ومن المتوقع أن يتم ذلك في يناير 2025.

## سبب التسمية
يخبئ اسم الشركة معنايان في شعارها، حيث أن VA تشكل الإشارة التناظرية ، و IO تشكل الرقم 1 و 0 نسبةً للبرمجة الرقمية .

## التوافر في الأسواق
اعتبارًا من عام 2023، تعمل فايو في البلدان والمناطق التالية:
الأرجنتين
البرازيل
شيلي
الصين
هونغ كونغ
الهند
اليابان
ماليزيا
المكسيك
سنغافورة
تايوان
الولايات المتحدة
أوروغواي

## التاريخ
على الرغم من أن سوني كانت تصنع أجهزة الكمبيوتر في الثمانينيات، مثل أجهزة HitBit التي تعتمد على MSX والمخصصة في الغالب للسوق الياباني، فإن الشركة انسحبت من مجال الكمبيوترات في بداية التسعينيات. ومع علامة فايو الجديدة آنذاك، بدأ دخول سوني مجددًا إلى سوق الكمبيوترات العالمية في عام 1996. كان الرئيس التنفيذي لسوني في ذلك الوقت، نوبويكي إيدي، يعتقد أن "لا جدوى من صنع جهاز كمبيوتر عادي"، لذا كان من المفترض أن تركز سلسلة فايو على الصوت والصورة (كما يوحي الاسم)، وقابلية التنقل، والتصميم.
كانت PCV-90 هي أول سلسلة من أجهزة الكمبيوتر المكتبية التي تم إطلاقها في 1996، وصممت بواجهة رسومية ثلاثية الأبعاد كميزة جديدة للمستخدمين الجدد. تلتها أولى أجهزة الكمبيوتر المحمولة فايو في عام 1997 مع طراز PCG-505 "SuperSlim" الذي بلغ سعره 2000 دولار أمريكي، وكان مصنوعًا من هيكل مكون من أربع ألواح من المغنيسيوم. كما تم توزيع برنامج VisualFlow من سوني
( هو برنامج طورته سوني في أواخر التسعينيات وأوائل الألفينات، وتم تضمينه مع أجهزة فايو. كان يهدف إلى تسهيل إدارة وتنظيم الوسائط الرقمية مثل الصور والفيديو ، مع توفير واجهة رسومية تفاعلية لتحسين تجربة المستخدم )
في عام 2001، عرض ستيف جوبز جهاز VAIO يعمل بنظام Mac OS على مسؤولي سوني، مقترحًا إمكانية التعاون بين الشركتين. لكن فريق VAIO في سوني رفض هذا الاقتراح، حيث اعتبره "إهدارًا للموارد"، نظرًا لأن شعبية العلامة التجارية لأجهزة الكمبيوتر المميزة التي تعمل بنظام ويندوز كانت في تزايد.
أصدرت سوني تصاميم جديدة لفايو (منذ عام 2011 وما بعده) خلال فترة انخفاض مبيعات أجهزة الكمبيوتر. شملت هذه التصاميم نماذج مبتكرة مثل الحوامل المغناطيسية. كما تم تصميم فايو تاب ( VAIO Tap ) وهو جهاز لوحي . وكانت النماذج الأحدث مزودة بنظام التشغيل ويندوز 8.
في 4 فبراير 2014، أعلنت سوني أنها ستبيع قسم أجهزة الكمبيوتر فايو بسبب ضعف المبيعات. قامت سوني بإنشاء شركة فايو، وهي شركة ذات غرض خاص بالتعاون مع شركة الاستثمار Japan Industrial Partners، وذلك كجزء من جهودها لإعادة هيكلة الشركة والتركيز على الأجهزة المحمولة. في مارس 2014، تم الإعلان عن أن Japan Industrial Partners قد اشترت حصة بنسبة 95% في قسم فايو.
وتم إتمام عملية البيع في 1 يوليو 2014
في 2 فبراير 2016 ، أعلنت فايو أنها ستكشف النقاب عن هاتف ذكي يعمل بنظام Windows 10. كما تم الإبلاغ في ذلك الشهر أيضًا أن فايو كانت تتفاوض مع توشيبا و Fujitsu Technology Solutions لتوحيد أعمال أجهزة الكمبيوتر الشخصية الخاصة بهم معًا
في 11 نوفمبر 2024، أعلنت شركة نوجيما، العملاق الياباني في مجال تجارة الإلكترونيات، عن استحواذها على شركة فايو مقابل 11.2 مليار ين. وبموجب هذه الصفقة، ستحصل نوجيما على حوالي 93% من أسهم فايو التي تمتلكها حالياً شركة اليابان الصناعية للشركاء، بينما ستحتفظ شركة سوني بحصة أقل تبلغ 4.7%. ومن المتوقع أن يتم الانتهاء من هذه الصفقة في يناير 2025، لتصبح فايو بذلك إحدى الشركات التابعة لنوجيما.

## المنتجات

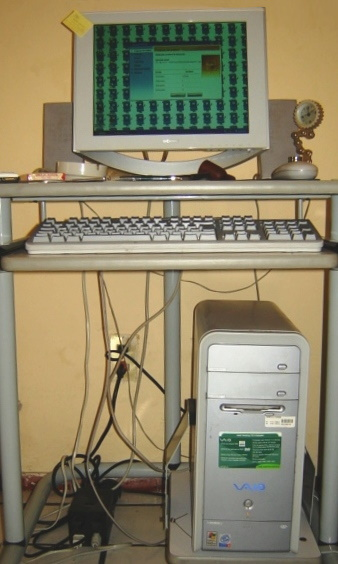
كومبيوتر فايو

### فايو سوني (1996-2014)
سلسلة sPCV (1996-2005)
- أجهزة كمبيوتر مكتبية متعددة الوسائط

سلسلة PCV-M (1998-1999)
- أجهزة كمبيوتر مكتبية متعددة الوسائط

سلسلة PCV-MX (2000)
- أجهزة كمبيوتر مكتبية متعددة الوسائط
- مزودة براديو FM مدمج، ومشغل MiniDisc ومضخم صوت

أجهزة كمبيوتر مكتبية لوحية
- سلسلة PCV-LX (2000-2008)

أجهزة كمبيوتر مركز الوسائط
- سلسلة VGX-XL (2005، عامل شكل مستقبل الصوت)
- سلسلة VGX-TP (2007، عامل شكل قرص أسطواني)
- سلسلة VGC-R (2006)

أجهزة الكمبيوتر الكل في واحد
- فايو 505 GXفايو نوت بوك PCG-F420سلسلة PCV-W (2002-2006)

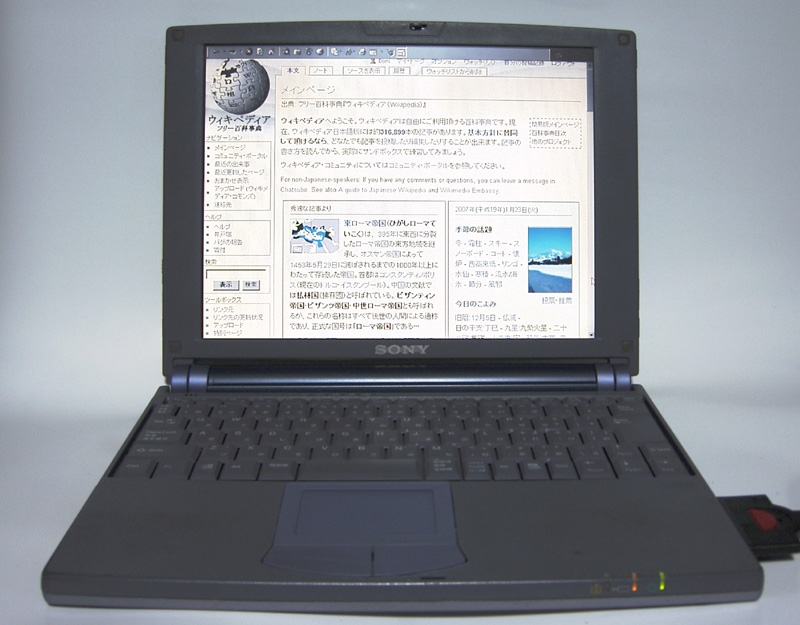
فايو 505 GX

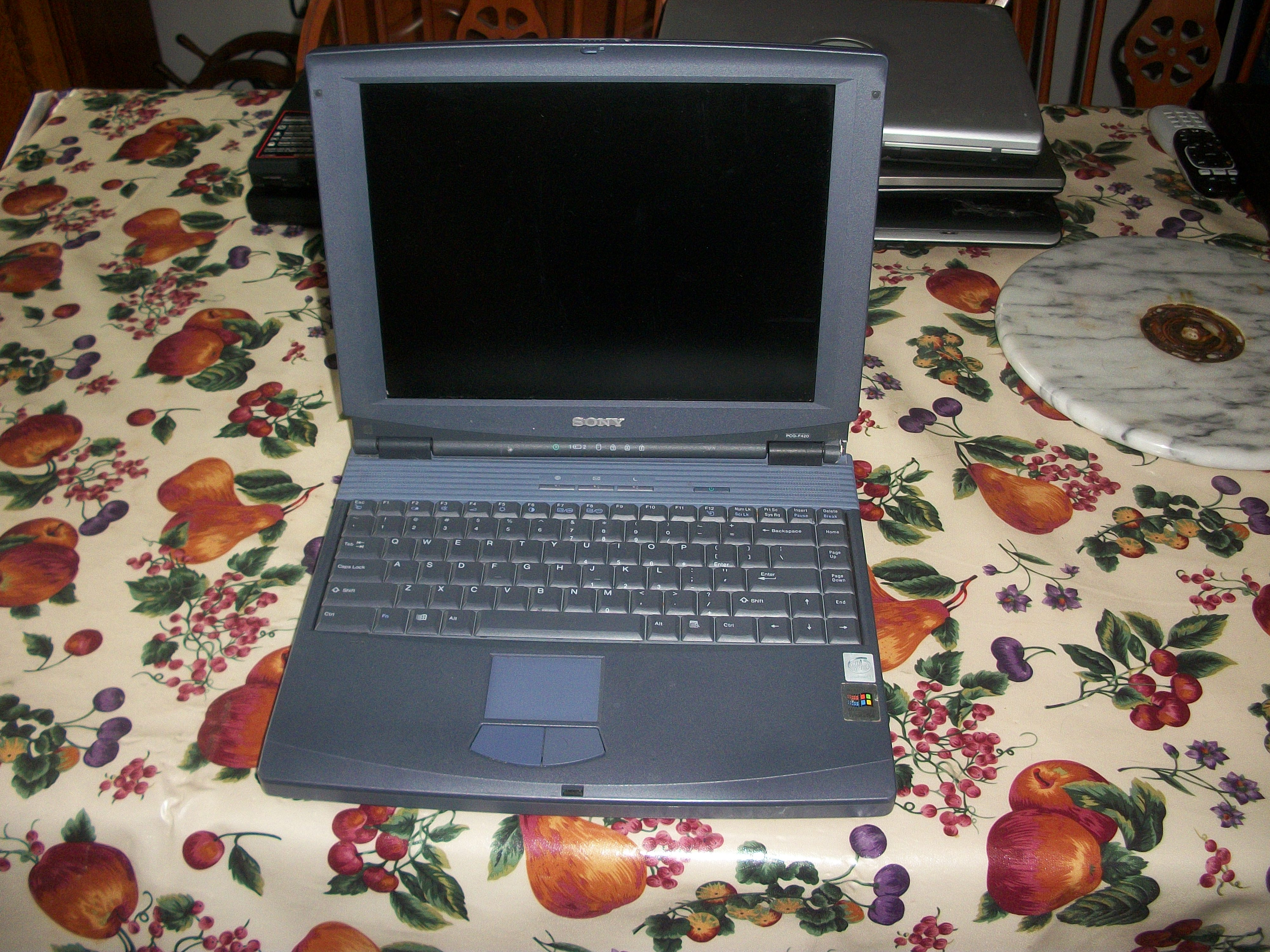
فايو نوت بوك PCG-F420

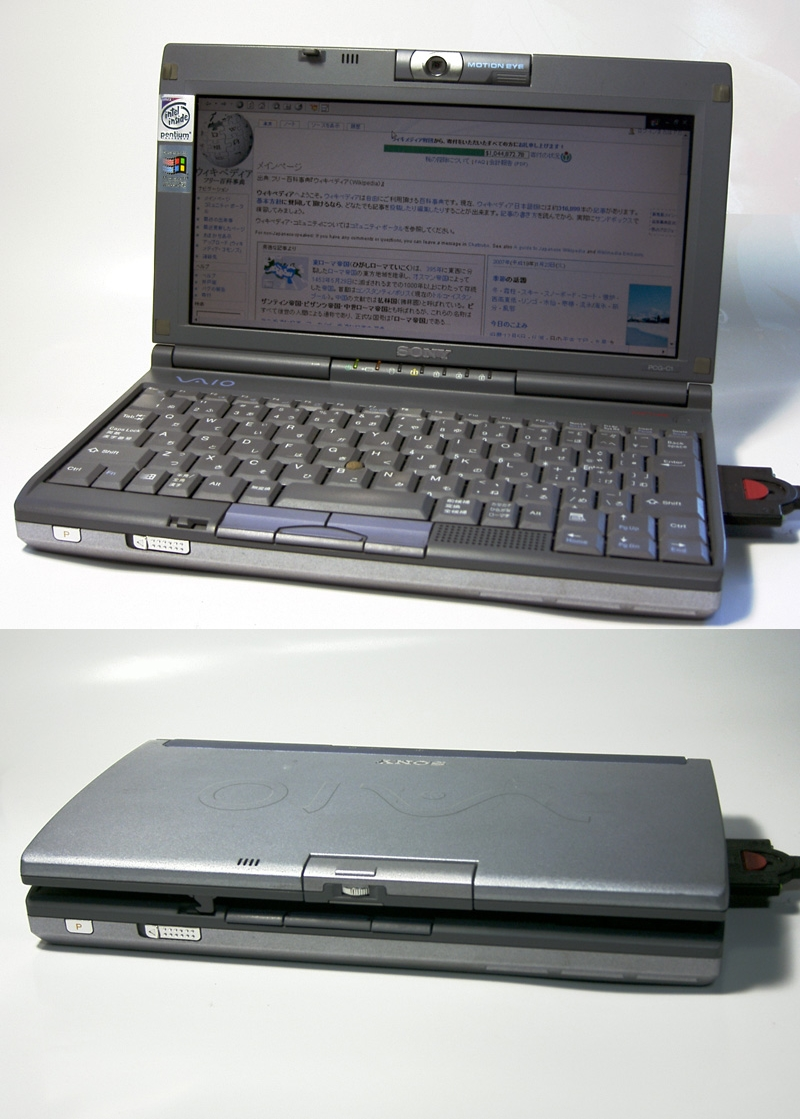
فايو بكشرز بوكس C1

- فايو بكشرز بوكس C1سلسلة VGC-VA (2005-2006، شاشة 20 بوصة، موالف تلفزيون مدمج)
- سلسلة L (2006-2013، شاشة تعمل باللمس مقاس 15.4 أو 19 بوصة، موالف تلفزيون مدمج، كمبيوتر غرفة المعيشة من سوني)
- Tap 20 (2013، شاشة تعمل باللمس مقاس 20 بوصة)

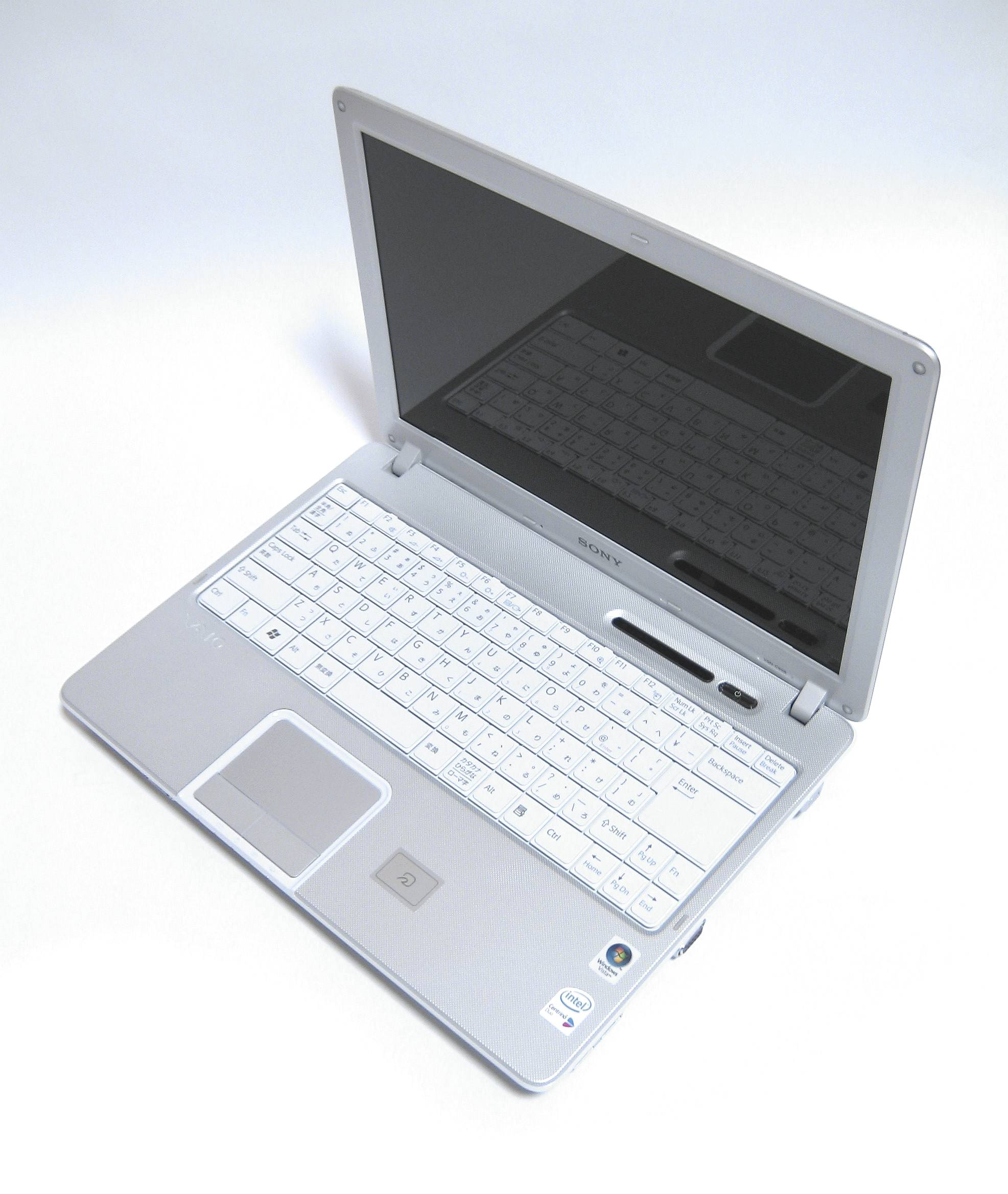
فايو سلسلة C

- فايو سلسلة CTap 21 (2014، شاشة تعمل باللمس مقاس 21.5 بوصة، دقة 1920 × 1080
- أجهزة كمبيوتر محمولة
  - أجهزة محمولة فائقة الخفة
    - سلسلة 505 (1997-2004): شاشة 10.4 أو 12.1 بوصة، محرك أقراص مرنة ومحرك أقراص مضغوطة خارجي، يُطلق عليها في الأصل اسم SuperSlim.
    - سلسلة 700 (1997-1998): شاشة 12.1 بوصة، محرك أقراص مرنة ومحرك أقراص مضغوطة خارجي.
    - سلسلة 800 (1998-1999): شاشة 13.3 بوصة، محرك أقراص مرنة ومحرك أقراص مضغوطة خارجي.
    - سلسلة TX (2005-2007): شاشة 11.1 بوصة بدقة 1366 × 768 بكسل، أول كمبيوتر محمول مزود بشاشة LED بإضاءة خلفية بنسبة عرض إلى ارتفاع 16:9.
    - سلسلة TZ (2007-2008): شاشة 11.1 بوصة بدقة 1366 × 768 بكسل.
    - سلسلة TT (2008-2010): شاشة 11.1 بوصة بدقة 1366 × 768 بكسل.
    - سلسلة SZ (2006-2008): شاشة 13.3 بوصة بدقة 1280 × 800 بكسل، بطاقة رسومات قابلة للتبديل.
    - سلسلة Z (2008-2014): شاشة 13.1 بوصة، بطاقة رسومات قابلة للتبديل.

  - أجهزة محمولة متوسطة المدى
    - سلسلة SR (2000-2001): شاشة 10.4 بوصة، لوحة لمس دائرية.
    - سلسلة SRX (2001-2002): شاشة 10.4 بوصة بدقة 1024 × 768 بكسل، لوحة لمس دائرية.
    - سلسلة TR (2003): شاشة 10.6 بوصة بدقة 1280 × 768 بكسل.
    - سلسلة VX (2002): شاشة 10.4 أو 12.1 بوصة.
    - سلسلة SR (2008-2010): شاشة 13.3 بوصة بدقة 1280 × 800 بكسل.
    - سلسلة S (2010-2013): شاشة 13.3 بوصة بدقة 1600 × 900 بكسل.
    - سلسلة T (2012-2014): شاشة 13.3 بوصة بدقة 1366 × 768 بكسل.
    - سلسلة Y (شاشة 13.3 بوصة بدقة 1366 × 768 بكسل، بدون محرك أقراص بصري).

  - أجهزة محمولة صغيرة (Netbooks)
    - سلسلة G (2007): شاشة 12.1 بوصة بدقة 1024 × 768 بكسل، معالج Intel Core.
    - سلسلة M (2008): شاشة 10.1 بوصة بدقة 1024 × 600 بكسل، معالج Intel Atom.
    - سلسلة W (2009): شاشة 10.1 بوصة بدقة 1366 × 768 بكسل، معالج Intel Atom.

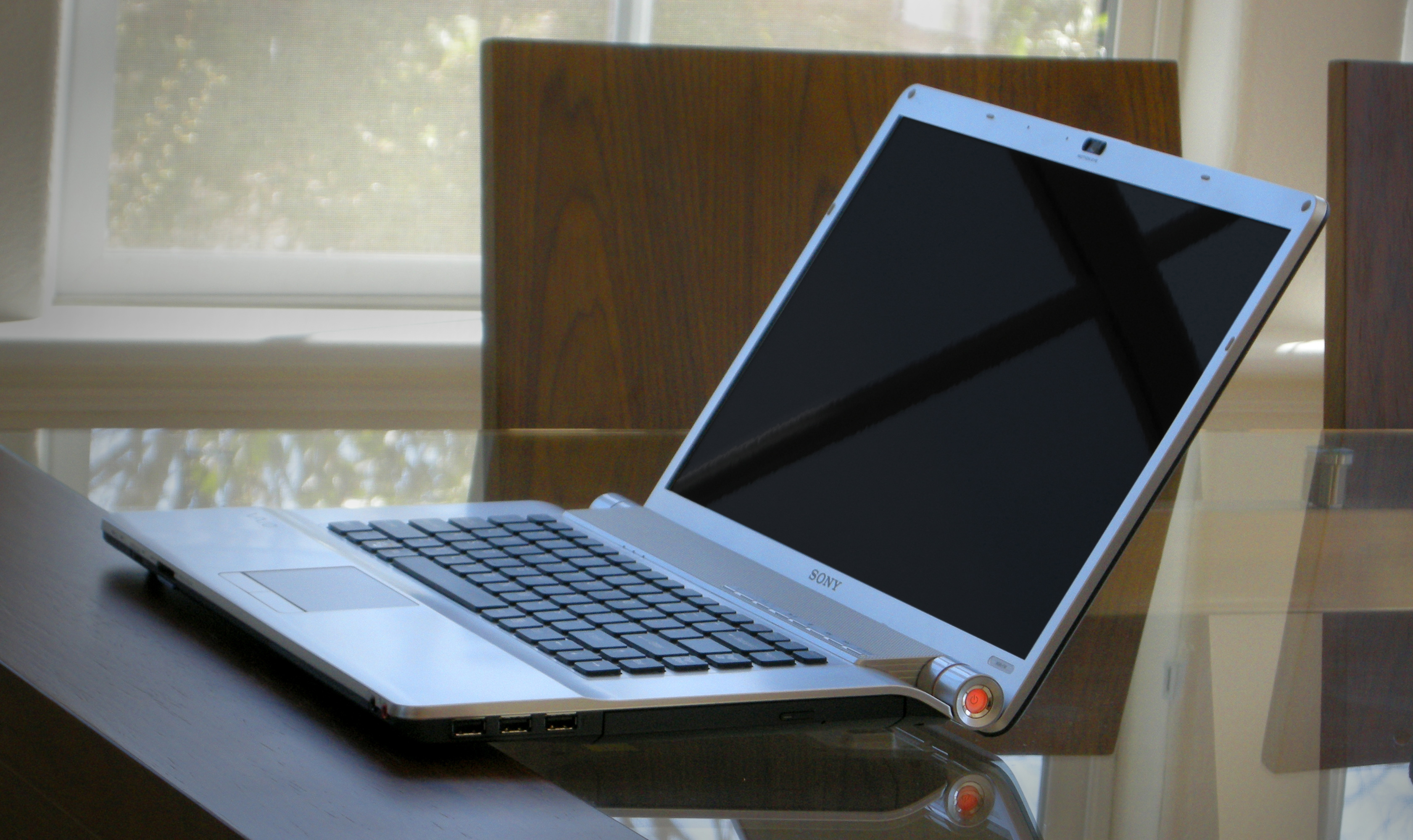
فايو سلسلة اف ام

    - فايو سلسلة اف ام سلسلة X (شاشة 11.1 بوصة بدقة 1366 × 768 بكسل، معالج Intel Atom).

  - أجهزة محمولة للاستخدام المنزلي والعمل
    - سلسلة F (1999-2000): شاشة 13 أو 14.1 بوصة بدقة 1024 × 768 بكسل، بديل لسطح المكتب.
    - سلسلة FX/FXA (2001-2003): شاشة 14.1 بوصة، بديل لسطح المكتب.

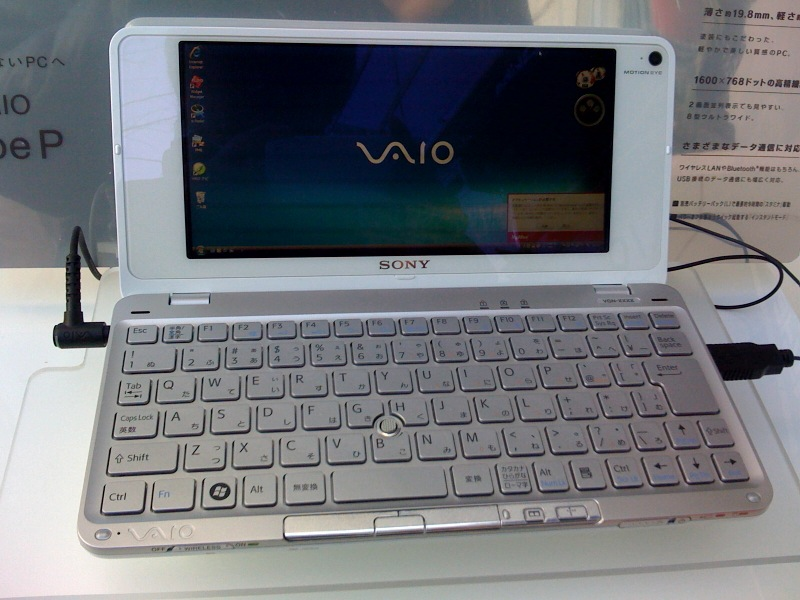
فايو سلسلة P

    - فايو سلسلة Pسلسلة XG/XE/XR (1999-2001): شاشة 13.3 أو 14.1 بوصة بدقة 1024 × 768 بكسل، حجرة قابلة للتبديل (DVD/CD-RW/Floppy/بطارية ثانية/قرص صلب ثانٍ).
    - سلسلة QR (2001): شاشة 13.3 بوصة بدقة 1024 × 768 بكسل.
    - سلسلة FRV (2003): شاشة 15 بوصة بدقة 1024 × 768 بكسل، بديل لسطح المكتب.

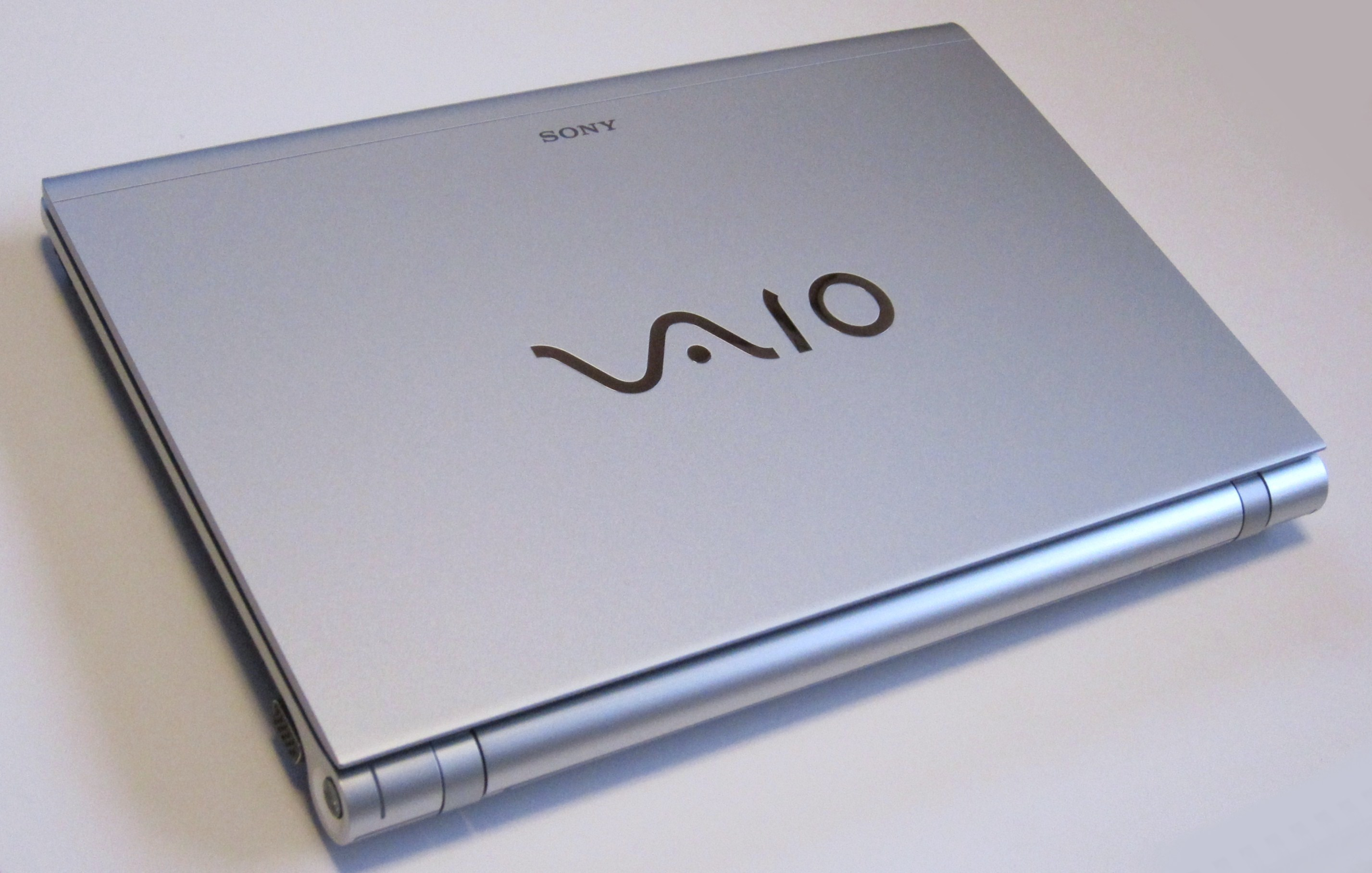
فايو سلسلة Z الجيل الثالث

    - فايو سلسلة Z الجيل الثالث سلسلة GR (2002): شاشة 15 بوصة بدقة 1400 × 1050 بكسل، بديل لسطح المكتب، حجرة قابلة للتبديل متعددة الاستخدامات.
    - سلسلة GRX (2002): شاشة 15 بوصة بدقة 1024 × 768 بكسل أو 16.1 بوصة بدقة 1600 × 1200 بكسل، بديل لسطح المكتب.
    - سلسلة GRZ (2003): شاشة 15 بوصة بدقة 1024 × 768 بكسل، بديل لسطح المكتب.
    - سلسلة GRT (2004): شاشة 15 بوصة بدقة 1024 × 768 بكسل أو 16.1 بوصة بدقة 1600 × 1200 بكسل، بديل لسطح المكتب.
    - سلسلة NV/NVR (2002-2005): شاشة 15 بوصة بدقة 1024 × 768 بكسل أو 1440 × 1050 بكسل، حجرة قابلة للتبديل (قرص مرن/MiniDisc/لوحة مفاتيح رقمية/سماعة صوتية مضغوطة).
    - فايو ديو 11سلسلة B (2004).

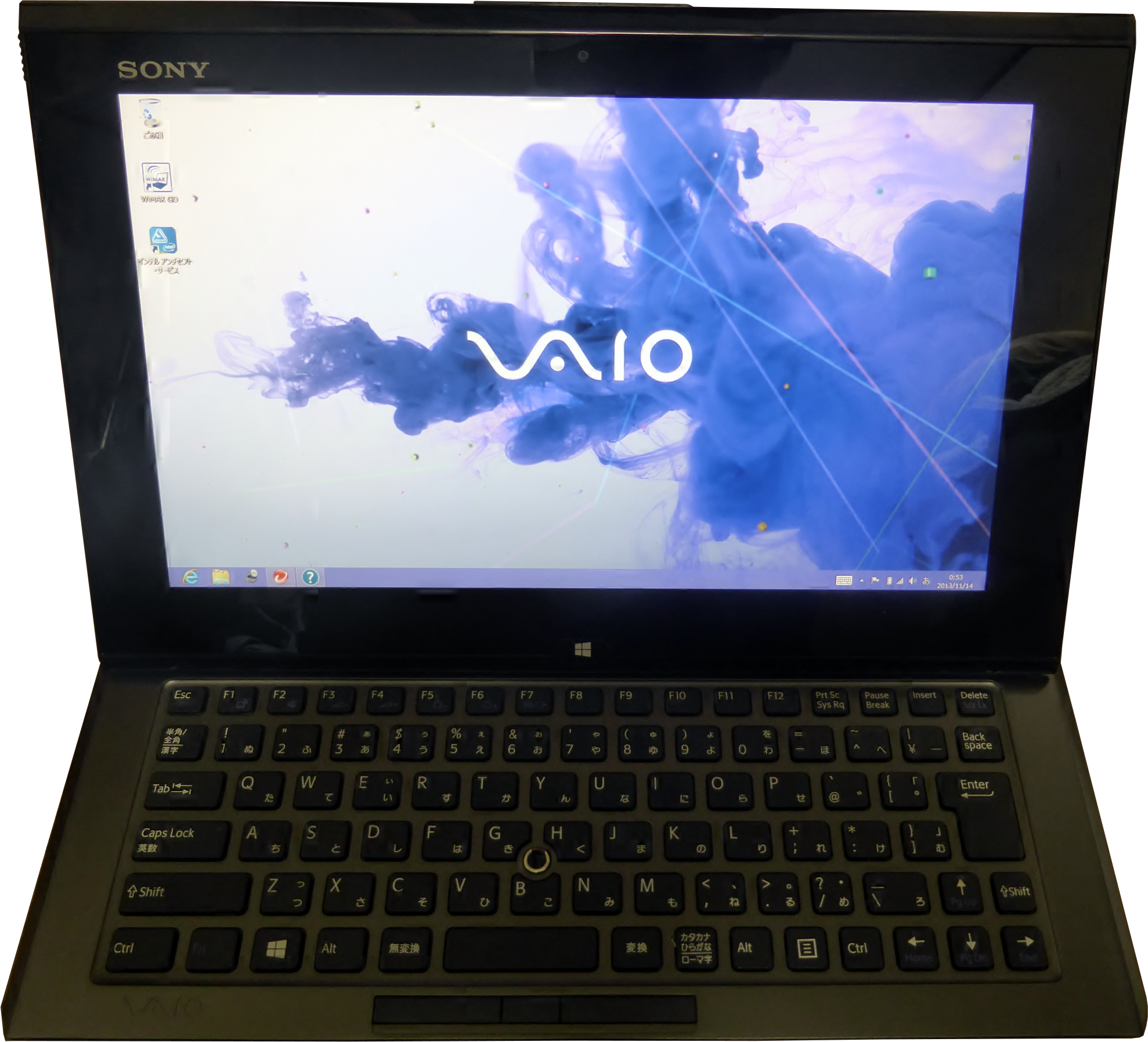
فايو ديو 11

    - سلسلة BX (2005): شاشة 14.1 بوصة.
    - سلسلة FJ (2005): شاشة 14.1 بوصة.
    - سلسلة C (2007): شاشة 13.3 بوصة بدقة 1280 × 800 بكسل، خيارات ألوان متعددة.
    - سلسلة CR (2007): شاشة 14.1 بوصة بدقة 1280 × 800 بكسل، خيارات ألوان متعددة.
    - سلسلة NR (2007): شاشة 15 بوصة بدقة 1280 × 800 بكسل.
    - سلسلة E (2010): شاشة 15.5 أو 17.3 بوصة، خيارات ألوان متعددة.
    - سلسلة XE (2011): شاشة 15.5 بوصة بدقة 1920 × 1080 بكسل.
    - Fit 14 & 15 (2013): كمبيوتر محمول بشاشة لمس مقاس 14 أو 15 بوصة (طراز SVF).

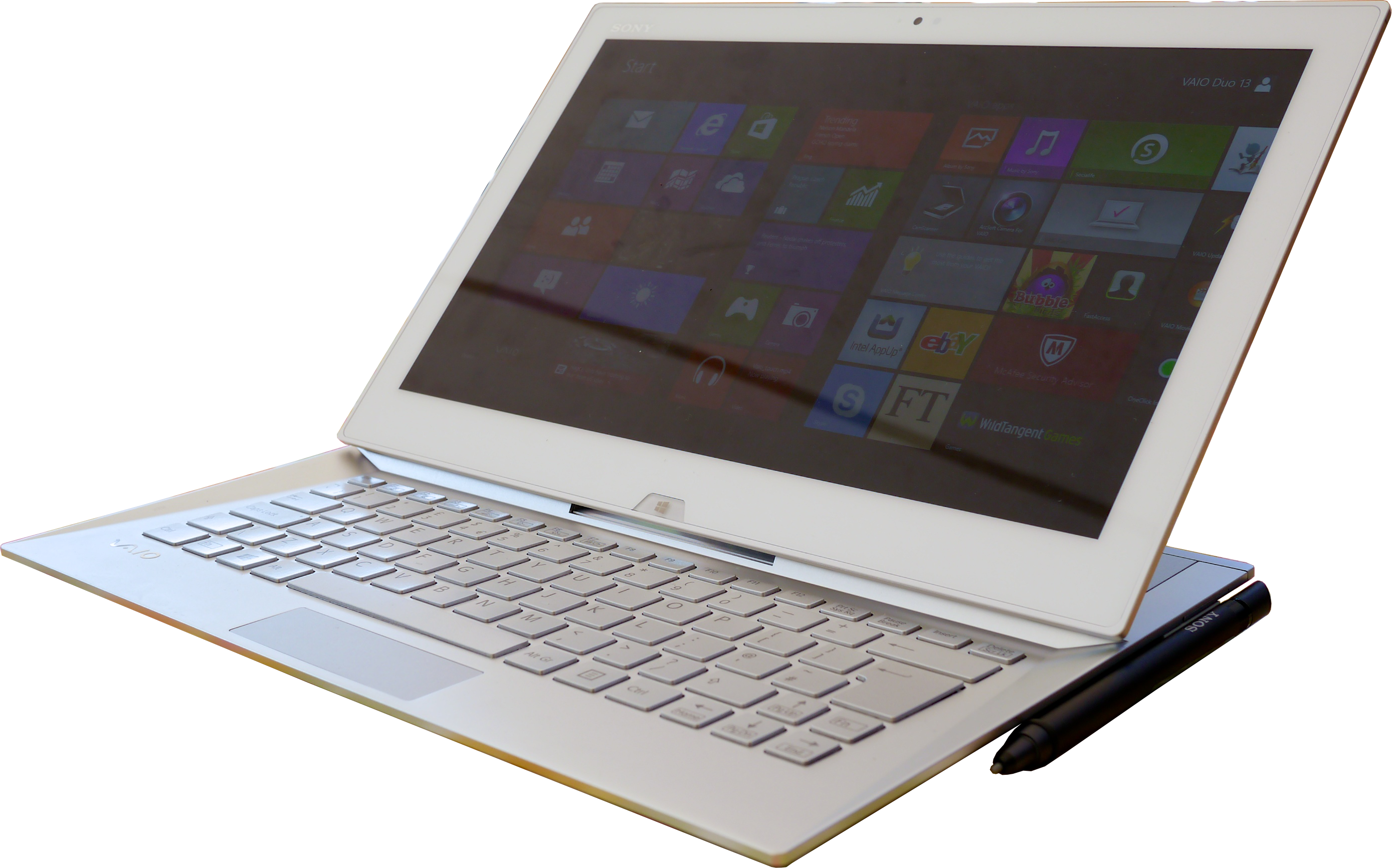
فايو ديو 13

    - فايو ديو 13Duo (2013): كمبيوتر محمول هجين بشاشة لمس مقاس 13.3 بوصة (طراز SVD).
    - Tap 11 (2013): كمبيوتر محمول قابل للتحويل بشاشة لمس مقاس 11.6 بوصة (طراز SVT).
      - سلسلة A (2004): شاشة 17 بوصة بدقة 1920 × 1200 بكسل.
      - سلسلة AX (2005): شاشة 17 بوصة بدقة 1440 × 900 بكسل.
      - سلسلة AR (2006): شاشة 17 بوصة بدقة 1440 × 900 بكسل أو 1920 × 1200 بكسل، أول سلسلة مزودة بمحرك أقراص BD-R.
      - سلسلة AW (2008): شاشة 18.4 بوصة بدقة 1680 × 945 بكسل أو 1920 × 1080 بكسل. أجهزة الترفيه المحمولة
      - سلسلة FS (2005-2006): شاشة 15.4 بوصة بدقة 1280 × 800 بكسل.
      - سلسلة FE (2006-2007): شاشة 15.4 بوصة بدقة 1280 × 800 بكسل.
      - سلسلة FZ (2007-2008): شاشة 15.4 بوصة بدقة 1280 × 800 بكسل.
      - سلسلة FW (2008-2010): شاشة 16.4 بوصة بدقة 1920 × 1080 بكسل.
      - سلسلة F (2010): شاشة 16.4 بوصة بدقة 1920 × 1080 بكسل.
      - سلسلة NW (2009): شاشة 15.4 بوصة بدقة 1366 × 768 بكسل. أجهزة محمولة أنيقة وأجهزة الكمبيوتر اللوحي الصغيرة (UMPC)
      - سلسلة C1 (1998-2003): شاشة 8.9 بوصة بدقة 1024 × 480 بكسل، تُعرف باسم PictureBook.
      - سلسلة GT (2001): متوفرة في اليابان فقط، شاشة 6.4 بوصة، كاميرا رقمية مدمجة.
      - سلسلة U (2002-2004): شاشة 6.4 أو 7.1 بوصة بدقة 1024 × 768 بكسل، أول جهاز كمبيوتر لوحي صغير من سوني.
      - سلسلة UX (2006): شاشة 4.5 بوصة بدقة 1024 × 600 بكسل.
      - سلسلة P (2009-2010): شاشة 8 بوصة بدقة 1600 × 768 بكسل.

### فايو ( 2014-مستمر)
تشمل المجموعة الحالية والسابقة لأجهزة الكمبيوتر فايو، التي طورتها شركة فايو كوربوريشن، نفس تسمية خطوط المنتجات وتشمل حاليًا:

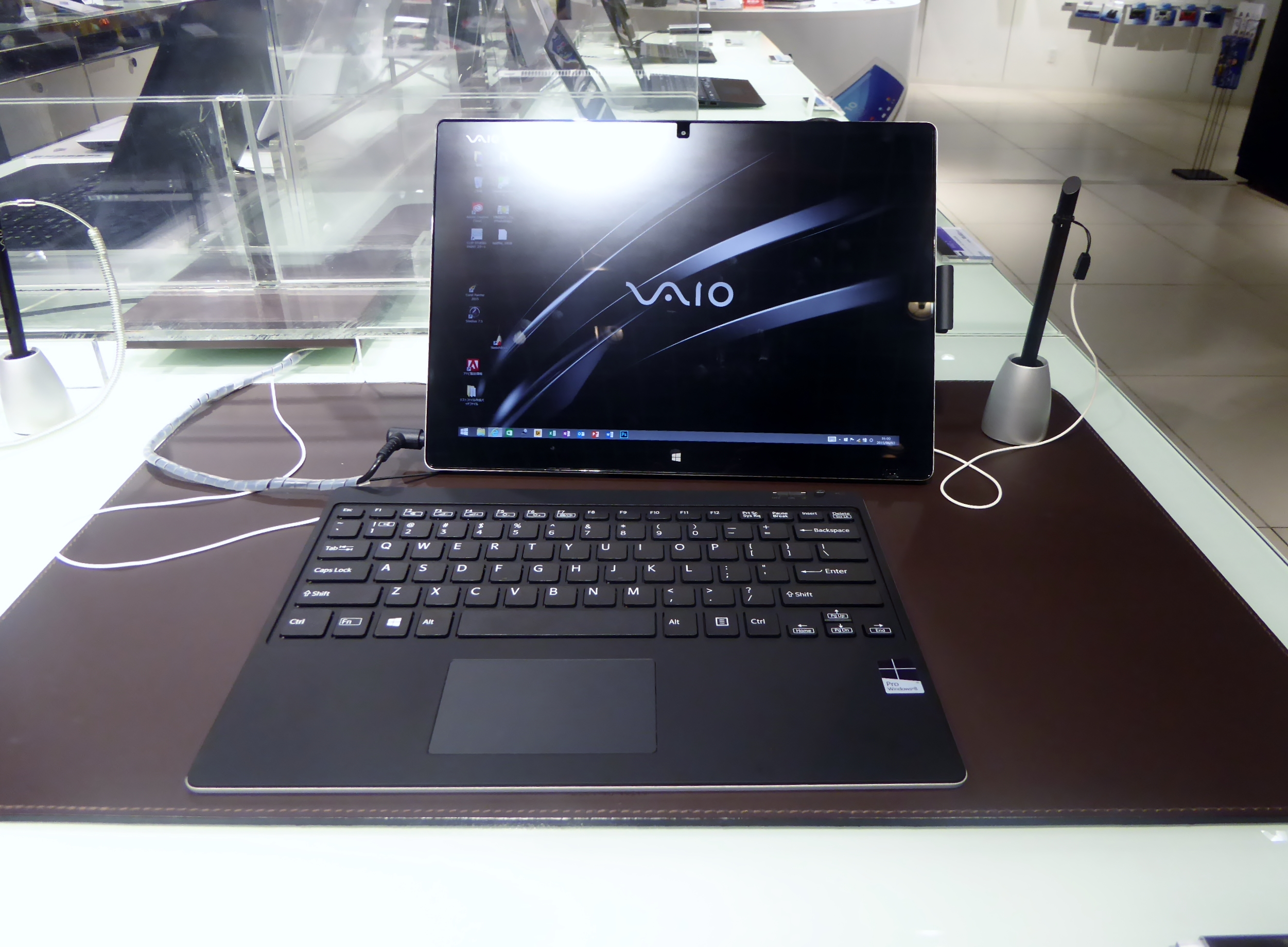
فايو زد كانفاس (2015)

- فايو Z
- فايو SX14
- فايو SX12
- فايو FH14
- فايو FE14
- فايو FE15
- فايو F14
- فايو F16
- فايو S13
- فايو 15S

### فايو زد كانفاس (2015-مستمر )
أطلقت شركة فايو جهاز كمبيوتر محمول هجين جديد باسم "فايو زد كانفاس"، يستهدف بشكل خاص الفنانين الجرافيكيين والرسامين والرسوم المتحركة وغيرهم من المحترفين الإبداعيين. يتميز هذا الجهاز بشاشة لمس عالية الدقة وقلم رقمي، مما يجعله مثاليًا للأعمال الفنية والتصميم.

### الهواتف الذكية
في فبراير 2016، أعلنت شركة فايو عن هاتف فايو بيز (VAIO Phone Biz)، وهو جهاز متطور متوسط المدى يعمل بنظام ويندوز 10 موبايل. كان هذا أول هاتف ذكي من فايو يعمل بنظام ويندوز. في مارس 2017، أعلنت فايو عن هاتف فايو (VAIO Phone A)، والذي يتميز بمظهر مشابه لهاتف فايو بيز، ولكنه يعمل بنظام التشغيل أندرويد بدلاً من ذلك.

## وصلات خارجية
- الموقع الرسمي